# Rivière Saint-Louis (vattendrag i Kanada, Québec, lat 45,32, long -73,88)
Rivière Saint-Louis är ett vattendrag i Kanada.   Det ligger i provinsen Québec, i den sydöstra delen av landet, 140 km öster om huvudstaden Ottawa.
Trakten runt Rivière Saint-Louis består till största delen av jordbruksmark. Runt Rivière Saint-Louis är det ganska glesbefolkat, med 25 invånare per kvadratkilometer.